# Stadhuis van Veere

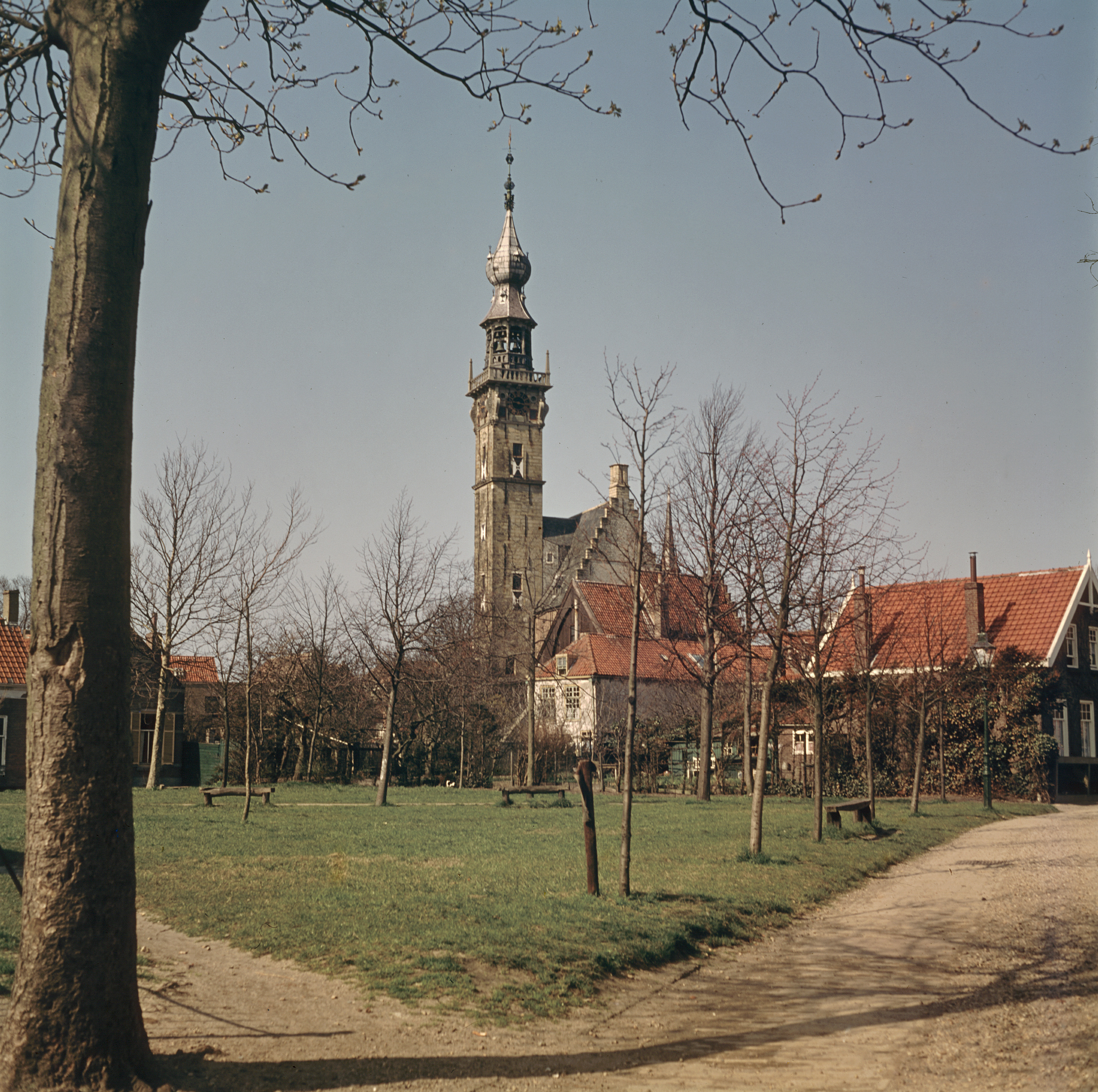
Stadhuis van Veere achterzijde

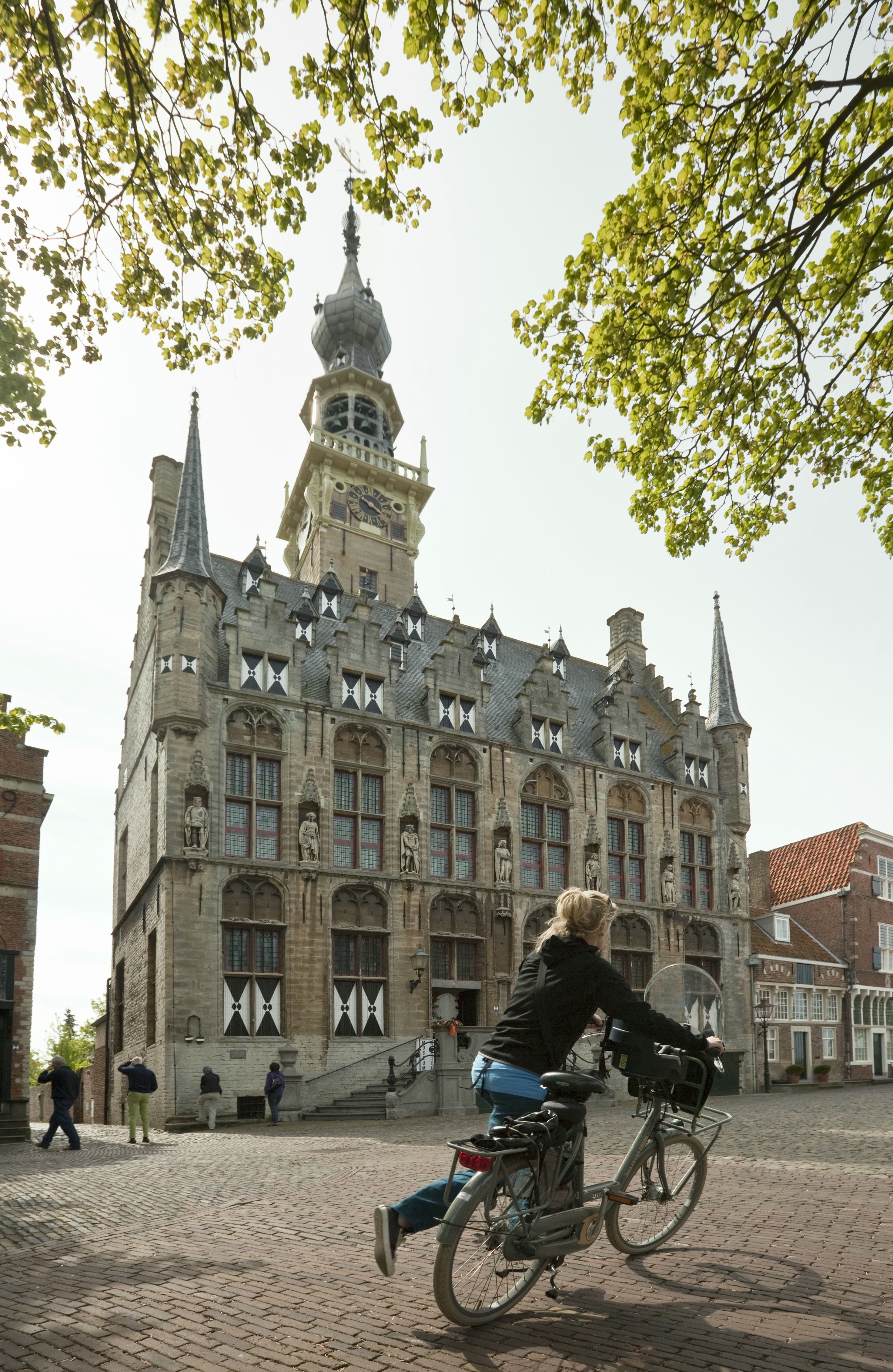
Voorgevel met de beelden uit 1933

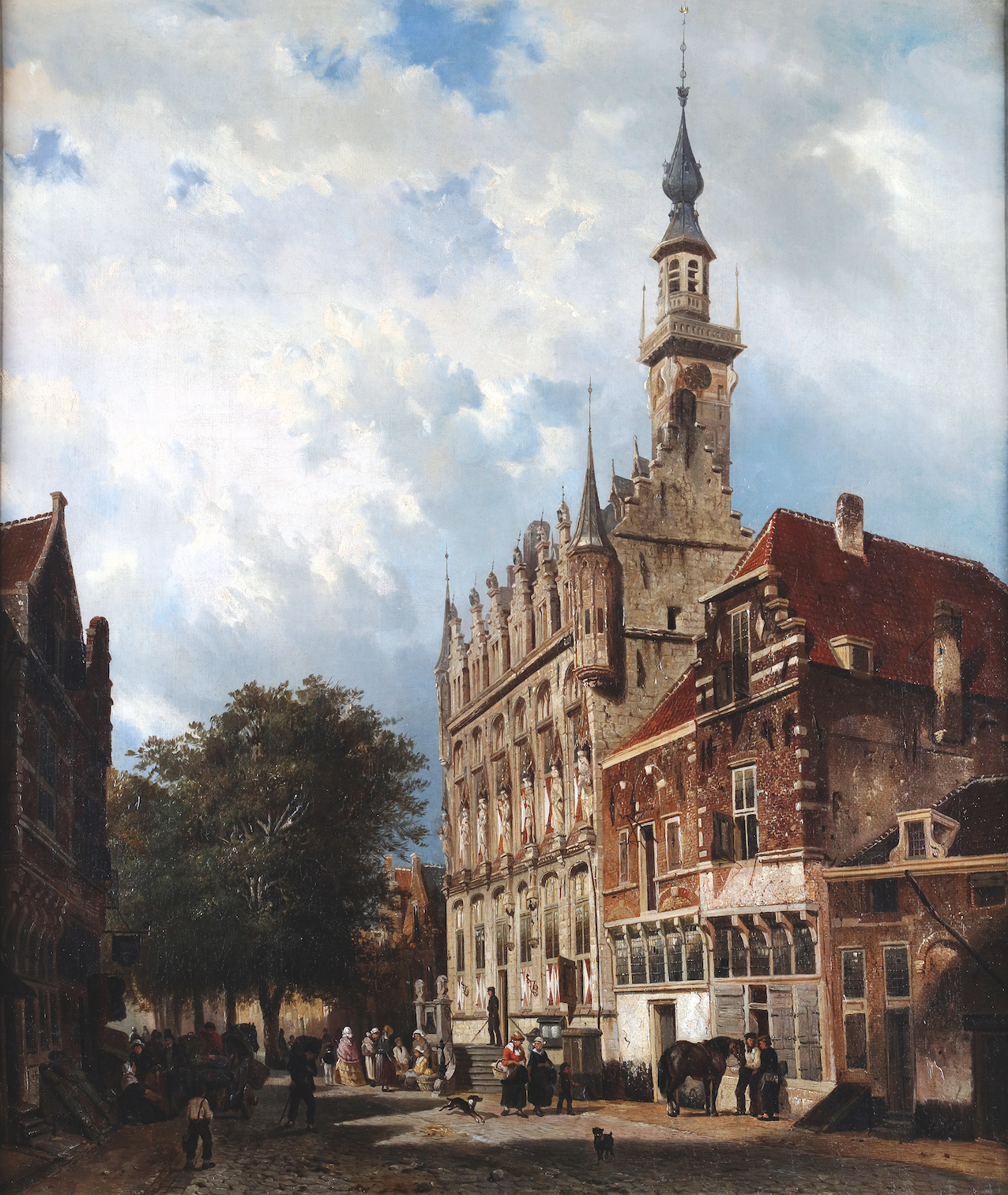
Het Stadhuis van Veere door François-Joseph Boulanger

Het Stadhuis van Veere is een stadhuis aan de Markt in Veere in Zeeland. Het is een laat gotisch gebouw met in de gevel beelden van de vier heren en drie vrouwen van Veere. Op de begane grond bevindt zich de 'De Vierschaar', hier werd tot 1811 recht gesproken door het stadsbestuur. Tegenwoordig is het een deel van Museum Veere met onder andere de vergulde zilveren beker van Maximiliaan van Bourgondië. Het stadhuis behoort tot de Top 100 van de Rijksdienst voor de Monumentenzorg.

## Geschiedenis
Hendrik IV van Borsele, Heer van Veere, gaf opdracht voor de bouw van het Stadhuis.
De bouw van het huidige stadhuis begon in 1474 onder leiding van de Vlaming Everaert Spoorwater.
Omstreeks 1481 wordt ook Andries I Keldermans genoemd als leverancier van onder andere Gobertangersteen zoals gebruikt bij de bouw van het Middelburgs stadhuis. Het werd in 1477 voltooid. Het Stadhuis heeft twee restauraties gehad, in 1885 en in 1930-1935. In 2013-14 is het gebouw opnieuw grondig gerestaureerd.

## Carillon

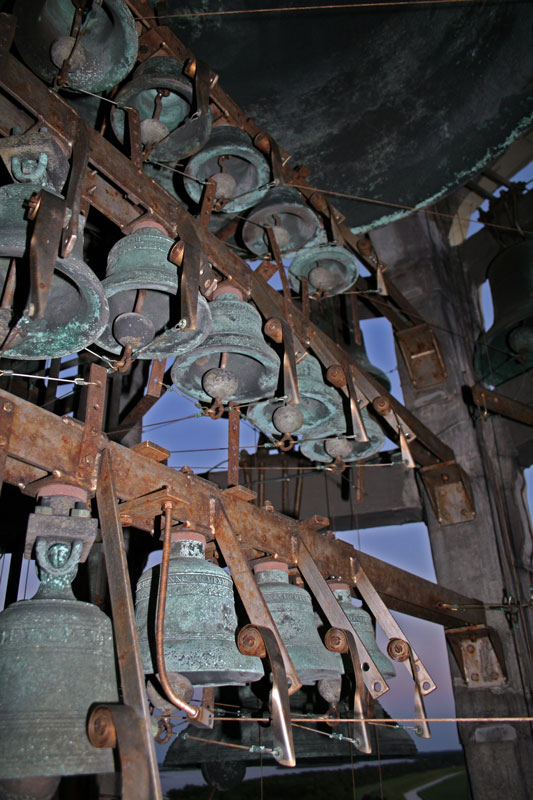
Tussen de klokken van het carillon die groen zijn uitgeslagen door de zilte wind van zee

Het carillon telt vandaag de dag 47 klokken, op basis G1 van ongeveer 540 kg. Hiervan zijn 17 klokken gegoten door cellebroeder Peeter van den Gheyn in de jaren 1734/35 en 9 klokken door Andreas Jozef van den Gheyn in 1790. Van Petit & Fritsen zijn er 2 klokken uit 1948, ten slotte goot Eijsbouts de overige 18 klokken hoofdzakelijk in de discant in 1972.
In 1403 werd er op het toenmalige stadhuis van Veere een door Jan Drake vervaardigd uurwerk geplaatst waarop een uurklok was aangesloten. met een gewicht van ongeveer 700 pond. Of er toen ook al een voorslag van enkele klokken was, is niet bekend maar wel aannemelijk. In de stadsrekeningen van 1465/66 en 1473/74 wordt namelijk melding gemaakt van onderdelen voor een voorslag, maar niet van klokken. In 1584 bestaat de voorslag uit 8 klokken, in dat jaar werd er namelijk een nieuwe speeltrommel aangeschaft voor 8 klokken. In de Onze lieve Vrouwe toren even verderop was tot de brand van 1686 ook een voorslag aanwezig die mogelijk door Peeter Waghevens uit Mechelen was gemaakt. Rond 1591 werd de stadhuistoren afgebroken en vervangen door een nieuw ontwerp van Adriaen de Muur uit Brugge. Er werden in 1594 20 klokken van Peter II van den Gheyn geplaatst en deze maakte ook de nieuwe hemisferische uurslagbel (ook wel schel genoemd) die heden nog steeds in de toren hangt. Ook kwam er een nieuw uurwerk en het klokkenspel kreeg een nieuw stokkenklavier. Voor de komst van de Gebr. Hemony rond 1642 werden klokken niet of matig gestemd door middel van het uitdraaien of hakken in de klokken. De Gebr. Hemony waren de eersten die een zuiver gestemd carillon konden maken. Een klokkenspel van Hemony ging echter aan Veere voorbij. In Vlaanderen bleef na de dood van Pieter Hemony in 1680 de stemkunst nog wel behouden. Toen in 1735 de beiaard van Veere weer in slechte staat was, trad men in onderhandeling met cellebroeder Peeter van den Gheyn te Leuven die een volledig nieuw klokkenspel van 35 klokken goot. Ook kwam er in dat jaar een grotere speeltrommel om alle 35 klokken van het carillon te kunnen bespelen. Nadat er in 1748 een in ongerede geraakte klok was vervangen door de Amsterdamse klokgieter Cyprianus Crans verving Andreas Jozef van den Gheyn in 1790 negen klokken die niet zuiver genoeg waren waaronder de klok van Crans. Tot 1850 kon het klokkenspel door een beiaardier op een stokkenklavier bespeeld worden wat hierna in verval raakte. Er werd niet meer met de hand gespeeld. Het verval trad in hoewel klokkengieterij van Bergen in 1872 nog een drietal klokken verving. Het spel speelde alleen nog automatisch maar ook dit werkte na verloop van tijd niet meer. Dankzij een gift van koningin Wilhelmina (Markiezin van Veere) in 1908 aan de burgemeester van Veere kon dit hersteld worden, maar in de oorlog tot 1946 was het spel door de tand des tijds weer buiten werking. 'De stichting Veere' richtte een beiaardcommissie op, die kans zag genoeg geld bijeen te brengen om het spel weer in oude luister te herstellen onder advies van de beiaardier van Rotterdam, Ferdinand Timmermans, waarbij klokkengieterij Petit & Fritsen een tiental klokken verving. De vreemde hemisferische kombel van Peeter II van den Gheyn uit 1594 die boven in de toren hing, werd verwijderd en naar het museum verwezen. Wel keerde het stokkenklavier in de toren terug, zodat handspel vanaf dat jaar weer mogelijk was. In 1972 adviseerde Jaap van der Ende bij een restauratie en werd het carillon nogmaals hersteld door klokkengieterij Eijsbouts. Hierbij zou de bijzondere kombel voor de uurslagen weer terugkeren. Een drietal historische Van den Gheyn-klokken uit het museum kwamen ook terug in de toren na te zijn gerepareerd/gerestaureerd en ten slotte goot Eijsbouts naast een aantal van den Gheyn replica's twaalf nieuwe discantklokjes. In 2003 werd het uurwerk gereviseerd en werd het klavier vervangen. Ook werden de klokken anders opgehangen.

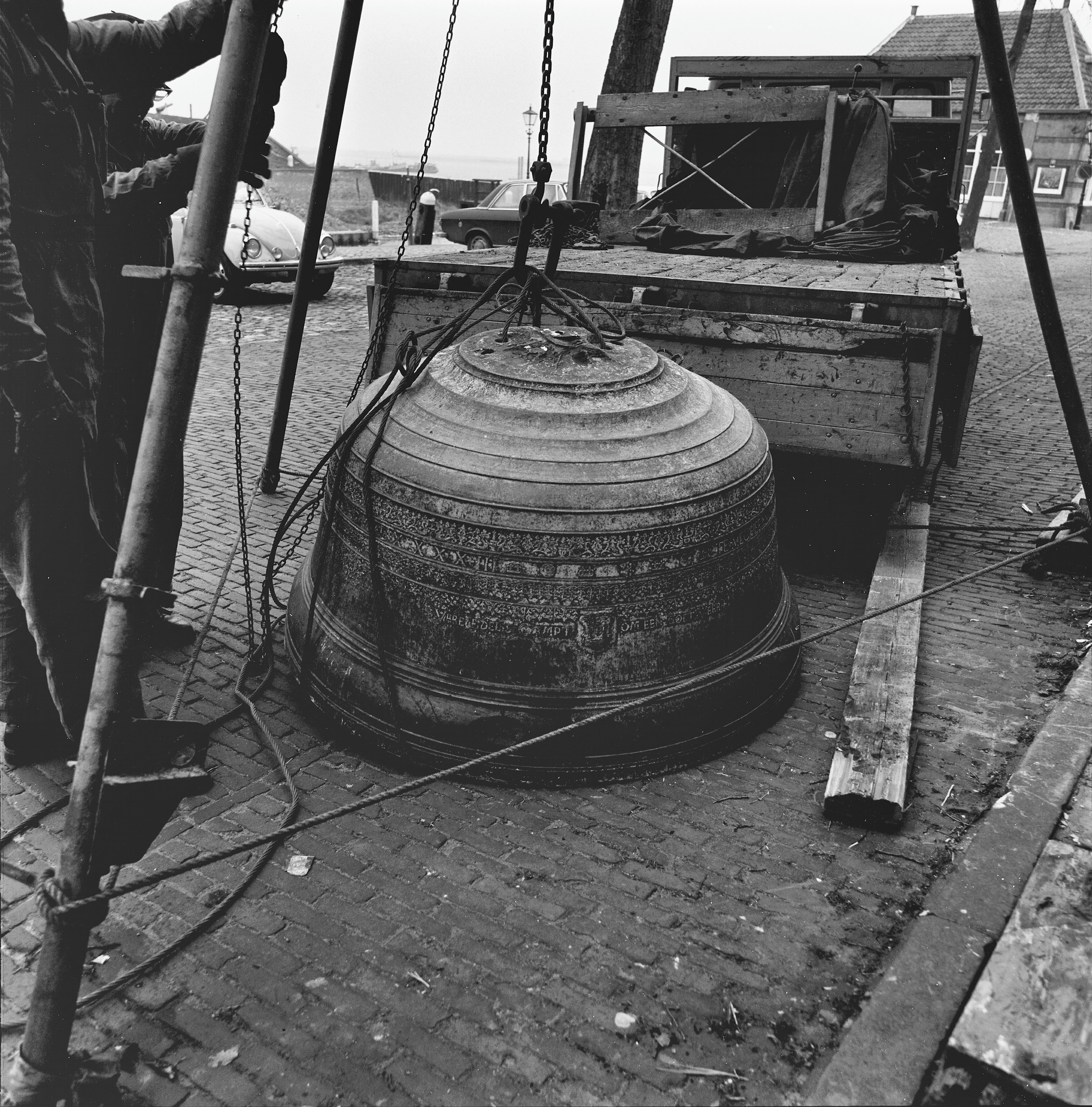
De kombel of schel, vlak voor het opnieuw ophangen in 1972

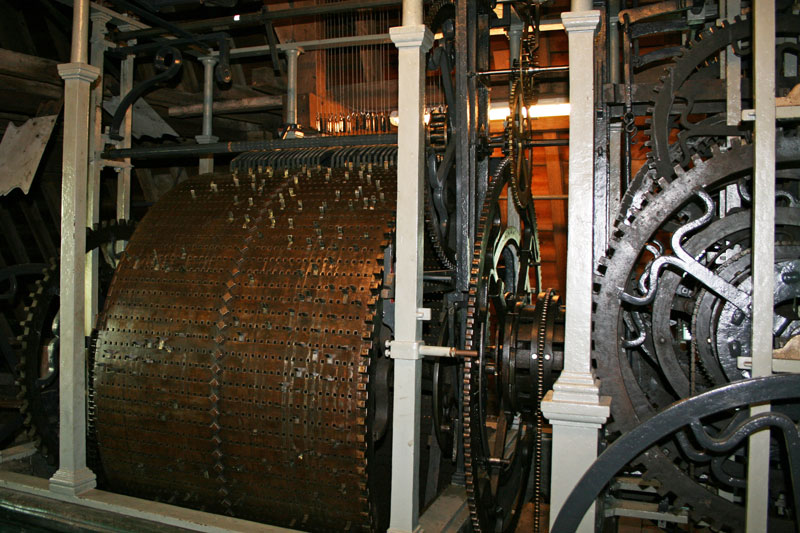
De speeltrommel die het carillon automatisch laat spelen.

Driemaal per jaar worden de melodieën van het automatische spel verstoken op de speeltrommel. De muziekkeuzes voor dit automatische gedeelte zijn altijd oude versjes, psalmen of kerkliederen, waarbij er meestal één lied is dat voorkomt in de bundel van geuzendichter Adriaen Valerius (ca. 1570-1625), omdat deze in Veere heeft gewoond. De vorige beiaardier Kees van Eersel heeft zo ongeveer de hele Valeriusbundel op de trommel gehad in de loop der jaren. De speeltrommel speelt dus tweemaal per uur op het hele en halve uur, waarna de slagen voluit volgen op de kombel op het hele uur en op het halve uur de halfuurklok. Dit gaat dag en nacht door sinds de ingebruikname in de 16e eeuw. De gewichten die de speeltrommel aandrijven, worden met een motor automatisch opgewonden.

Toren van het Stadhuis van Veere

Gedurende de Tweede Wereldoorlog zijn ondanks de klokkenvorderingen de klokken blijven hangen. In 1907 is tijdens de 2e Haagse Vredesconferentie bepaald dat het niet toegestaan is historisch waardevolle kunstvoorwerpen in vijandelijk gebied in beslag te nemen. In 2013/2014 is het spel opnieuw door Eijsbouts in Asten nagezien tijdens de restauratie van het stadhuis en de toren.
De huidige stadsbeiaardier van Veere is David van der Vlies.

## Trouwzaal
Het stadhuis is in gebruik als trouwlocatie met een trouwzaal op de eerste verdieping.

## Museum
Museum Veere is gevestigd in het Stadhuis en heeft een vaste tentoonstelling van verschillende kunstwerken en de zilveren beker van Maximiliaan van Bourgondië. Ook zijn er jaarlijks wisselende exposities te bewonderen. De Vierschaar op de begane grond laat zien hoe in de Middeleeuwen recht werd gesproken.